# 신정애 (한의사)
신정애(申貞愛, 1974년 8월 19일 ~ )는 대한민국의 한의사이며 한의과학 저술가이다.

## 이력
경상북도 경산에서 출생한 그녀의 본관은 평산(平山)이며 현재 서울 청구경희한의원 수석부원장이다.

## 학력
- 2000년 대구한의대학교 한의학 학사[1]
- 2003년 전주우석대학교 한의과대학원 한의학 석사[2]

## 저서

### 한의과학 저술
- 《건강혁명》
- 《굿바이 하체비만》
- 《업그레이드 굿바이 하체비만》
- 《샤넬백보다 내 몸을 사랑하라!》
- 《엉덩이를 부탁해》
- 《날씬한 임신》
- 《걸그룹 다리 만들기》